# Prusac
Prusac je naseljeno mjesto u općini Donji Vakuf, Federacija Bosne i Hercegovine, BiH.

## Zemljopis
Prusac (poznat i kao: Akhisar, Biograd, Terra bianca, Prussena, Prensa, Fortezza bianca, Castel bianco, Acmar) je selo u središnjem dijelu Bosne. Nekad je bio gradske veličine, i jedan je od najstarijih gradova u Skopaljskoj dolini.

## Povijest
Na području Prusca, prije njegovog osnivanja, postojala su naselja, a prvi stanovnici su bili Iliri, zatim je vlast u tom kraju preuzeo Stari Rim, srednjovjekovna kneževina i kraljevina Hrvatska, Ugarska, srednjovjekovna banovina i kraljevina Bosna, Osmanlijsko Carstvo, ponovno Hrvatsko Kraljevstvo, ponovno Osmanlije, Austro-Ugarska, Kraljevina Srba, Hrvata, i Slovenaca/Jugoslavija, Nezavisna Država Hrvatska, SR Bosna i Hercegovina u SFR Jugoslaviji, a danas je dijelom BiH.
Naseljeno još u starom vijeku. U Pruscu je najviše kulturno-povijesnih spomenika iz rimskog vremena u općini Donjem Vakufu. 
U srednjovjekovnoj državi Hrvatskoj ovaj je kraj dio Primorske Hrvatske kneza Trpimira, kraljevine kralja Tomislava, Petra Krešimira i Dmitra Zvonimira, banovine Šubića. U srednjovjekovnoj državi Bosni dio banovine Mateja Ninoslava, dio Donjih kraja, granica župe Luka i Uskoplje, početkom 14. stoljeća u banovini Stjepana II., kralja Tvrtka; početkom 15. stoljeća dio herceštva Hrvatinića. 
Područje Donjeg Vakufa pripadalo je župi Uskoplju. Premda iz udaljena priobalnog područja, jedan od najvažnijih spomenika u Pruscu je tvrđava Stari grad počeli su graditi Mlečani.
1463. godine osnovano je naselje Prusac. Poznat kao Biograd bio je najisturenija utvrda u sastavu Jajačke banovine uspostavljene u svrhu obrane Hrvatskog Kraljevstva od Osmanlija. Nakon osmanskog zauzimanja potpuno je opustošen i raseljen.
Kasnije je ponovno naseljen i dobio je turski naziv Akhisar (Bijeli Grad). Za vrijeme osmanlijske vladavine Bosnom, Prusac je jedno vrijeme bio kulturno i vjersko središte Bosanskog pašaluka. (Ajvatovica). Najviše kulturno-povijesnih spomenika iz osmanskog vremena je u Pruscu. Tvrđavu Stari grad dovršili su Osmanlije. Iz tog su doba sahat-kula, turbe Hasana Ćafije, turbe Ajvaz-dede i Ajvaz dedina stijena Ajvatovica, zvana "mala Ćaba", koja je postala najveće molitveno mjesto muslimana u Europi.
Tijekom bošnjačko-hrvatskog sukoba ovdje je uspostavljen zatvorenički logor za Hrvate. Logorom su upravljali Muslimani-Bošnjaci.

## Stanovništvo

### Popisi 1971. – 1991.
| Prusac             |                |                |                |
| godina popisa      | 1991.          | 1981.          | 1971.          |
| Muslimani          | 1733 (98,69 %) | 1667 (99,16 %) | 1674 (96,70 %) |
| Hrvati             | 6 (0,34 %)     | 6 (0,35 %)     | 25 (1,44 %)    |
| Srbi               | 1 (0,05 %)     | 7 (0,41 %)     | 29 (1,67 %)    |
| Jugoslaveni        | 1 (0,05 %)     | 1 (0,05 %)     | 0              |
| ostali i nepoznato | 15 (0,85 %)    | 0              | 3 (0,17 %)     |
| ukupno             | 1756           | 1681           | 1731           |

### Popis 2013.
| Prusac             |                |
| godina popisa      | 2013.          |
| Bošnjaci           | 1267 (98,81 %) |
| Srbi               | 1 (0,08 %)     |
| Hrvati             | 0              |
| ostali i nepoznato | 13 (1,01 %)    |
| ukupno             | 1281           |

## Kultura
U Pruscu je i najveće dovište muslimana zvano Ajvatovica. Ajvatovica je tradicionalna manifestacija koja se održava svake godine u zadnjem tjednu u lipnju.

## Poznate osoboe
- Hasan Ćafi (1547. — 1616.), filozof i pravnik